# Метод релаксации
Метод релаксации (от лат. relaxatio тут «уменьшение») — итерационный метод решения систем линейных алгебраических уравнений. 

## Описание метода
Система линейных уравнений
{\displaystyle \left\{{\begin{matrix}a_{11}x_{1}+\ldots +a_{1n}x_{n}&=&b_{1}\\a_{21}x_{1}+\ldots +a_{2n}x_{n}&=&b_{2}\\&\ldots &\\a_{n1}x_{1}+\ldots +a_{nn}x_{n}&=&b_{n}\\\end{matrix}}\right.}
приводится к виду
{\displaystyle \left\{{\begin{matrix}P_{11}x_{1}+P_{12}x_{2}+\ldots +P_{1n}x_{n}+c_{1}&=&0\\&\ldots &\\P_{n1}x_{1}+P_{n2}x_{2}+\ldots +P_{nn}x_{n}+c_{n}&=&0\\\end{matrix}}\right.}
где {\displaystyle P_{ij}=-{\frac {a_{ij}}{a_{ii}}}}, {\displaystyle c_{i}={\frac {b_{i}}{a_{ii}}}}. То есть все {\displaystyle P_{ii}} = -1. 
Находятся невязки {\displaystyle R_{j}}:
{\displaystyle \left\{{\begin{matrix}R_{1}^{(0)}&=&c_{1}-x_{1}^{(0)}+\sum \limits _{j=2}^{n}P_{1j}x_{j}^{(0)}\\R_{2}^{(0)}&=&c_{2}-x_{2}^{(0)}+\sum \limits _{j=1,j\neq 2}^{n}P_{2j}x_{j}^{(0)}\\&\ldots &\\R_{n}^{(0)}&=&c_{n}-x_{n}^{(0)}+\sum \limits _{j=1}^{n-1}P_{nj}x_{j}^{(0)}\\\end{matrix}}\right.}
Выбирается начальное приближение {\displaystyle X^{(0)}=0}. На каждом шаге необходимо обратить в ноль максимальную невязку: {\displaystyle R_{s}^{(k)}=\delta x_{s}^{(k)}\Rightarrow R_{s}^{(k+1)}=0,R_{i}^{(k+1)}=R_{i}^{(k)}+P_{is}\delta x_{s}^{(k)}}.
Условие остановки: {\displaystyle |R_{j}^{(k)}|<\varepsilon ,\forall j={\overline {1,n}}}.
Ответ находится по формуле: {\displaystyle x_{i}\approx x_{i}^{(0)}+\sum _{j}\delta x_{i}^{(j)}}.